# Привибійне кріплення
Привибійне кріплення (рос. крепь призабойная, англ. face support; нім. Ortsausbau m, Ausbau m vor Ort n, Strebausbau m) — гірниче кріплення, що виконує функцію підтримки робочого простору очисної виробки. 
За конструктивним виконанням може бути кріпленням металевим індивідуальним, кріпленням щитовим. У кріпленні механізованому комплексів очисних і агрегатів функцію привибійне кріплення виконує привибійний елемент з передньою консоллю лінійної секції.